# Hraczia Aczarian
Hraczia Aczarian (Adżarian) (orm. Հրաչյա Աճառյան; ur. 8 marca 1876 w Konstantynopolu, zm. 16 kwietnia 1953 w Erywaniu) – ormiański lingwista, etymolog, filolog, profesor Armeńskiej Akademii Nauk, członek Francuskiego Towarzystwa Lingwistycznego oraz Czechosłowackiego Instytutu Studiów nad Orientem.
Studiował na Sorbonie razem z Antoine’em Meilletem oraz na Uniwersytecie w Strasburgu. Pracował jako nauczyciel w katedrze w Eczmiadzynie, seminarium w Geworkianie, w Şuşy i Teheranie. Ocalony podczas ludobójstwa Ormian, przybył do Erywania w 1923 roku, gdzie uczył się języków obcych, gramatyki porównawczej i historii języka ormiańskiego w Państwowym Uniwersytecie w Erywaniu. Jest autorem ponad 200 publikacji naukowych z zakresu armeniologii, filologii ormiańskiej i języków orientalnych.
Państwowy Ormiański Instytut Językowy nosi jego imię.

## Życiorys
Hraczia Aczarian urodził się 8 marca 1876 roku w Samatyi, dzielnicy Konstantynopola (Imperium Osmańskie). Jego ojciec był szewcem.
W wieku poniżej roku życia doznał uszkodzenia wzroku spowodowanego długotrwałym wpatrywaniem się w słońce. Mimo prób leczenia do końca życia pozostał ślepy na lewe oko.
Gdy miał skończyć siedem lat, został zapisany do ormiańskiej szkoły, gdzie ujawnił swoje zdolności językowe. Studiował język ormiański, francuski i turecki (przez dwa lata ukończył te kursy języków obcych). Od 9 roku życia uczęszczał do szkoły Sahakian, którą ukończył po 4 latach z wyróżnieniem. Następnie uczęszczał do Wyższej Szkoły Ormiańskiej Getronagan, po czym kontynuował studia na Sorbonie i Strasburgu, gdzie uczył się języków nowożytnych, a także stał się znany z prowadzenia wyjątkowych badań w dziedzinie armeniologii.

### Kariera i miłość
Po wielu latach edukacji rozpoczął pracę jako nauczyciel w Eczmiadzynie, a później w Şuşy, gdzie poznał swoją przyszłą miłość – Arusjak. Wraz z 600 Ormianami przeżył masakrę w Şamaxı, po której przeniósł się do Tabrizu. W 1923 roku uznawany już wtedy za wybitnego pedagoga i naukowca, otrzymał zaproszenie od władz Armeńskiej SRR i wraz z żoną zamieszkali w Erywaniu, gdzie otrzymał pracę na Państwowym Uniwersytecie w Erywaniu, na którym pracował przez kolejnych 30 lat.
W 1925 roku zmarła jego żona, co spowodowało drastyczną zmianę w zachowaniu Aczariana. Zmartwieni tym stanem rzeczy przyjaciele radzili mu ponowny ożenek, o którym 60-letni wówczas Aczarian nie chciał nawet słyszeć. Jednak po jakimś czasie ożenił się ponownie, z jedną ze swoich uczennic – Sopiko.

### Aresztowanie
W 1937 roku rozpoczęła się wielka czystka. Decyzja o zatrzymaniu Aczariana została wydana przez młodszego porucznika KGB 18 września 1937. 29 września 1937 roku naukowiec został aresztowany. Oskarżono go o szpiegostwo i uznano za członka działającej na uniwersytecie kontrrewolucyjnej grupy profesorów. Był przesłuchiwany trzykrotnie. Podczas przesłuchań był bity i zmuszany do podpisania przyznania się do winy. Po kilku dniach został zwolniony z aresztu. Naukowiec pod dyktando oprawcy napisał oświadczenie skierowane do szefa NKWD, w którym przyznał się do wszystkiego, o co był oskarżony. Jego maszyna do pisania używana w pracy naukowej i manuskrypty zostały skonfiskowane, a drzwi pokoi w mieszkaniu zamknięte. Jemu, jego żonie i gospodyni pozwolono pozostać jedynie w samej kuchni. Cenne manuskrypty podlegające konfiskacie i pozostałe w salonie zostały jednak przez żonę naukowca odzyskane (do salonu dostała się, przecisnąwszy się przez niewielkie okno w kuchni). Materiały te zostały ukryte w żelaznej skrzyni i zakopane pod jednym z drzew w ogrodzie brata Sopiko.
Podczas kolejnego przesłuchania śledczym nie udało się zmusić Aczariana do zeznań. Sąd skazał go na sześć lat pozbawienia wolności. Ostatecznie Hraczia Aczarian spędził w więzieniu niecałe 2 lata i 19 grudnia 1939 został zwolniony „z powodu braku corpus delicti”. Odzyskał także swoją pozycję i prawa, powrócił do pracy na uniwersytecie.

### Śmierć

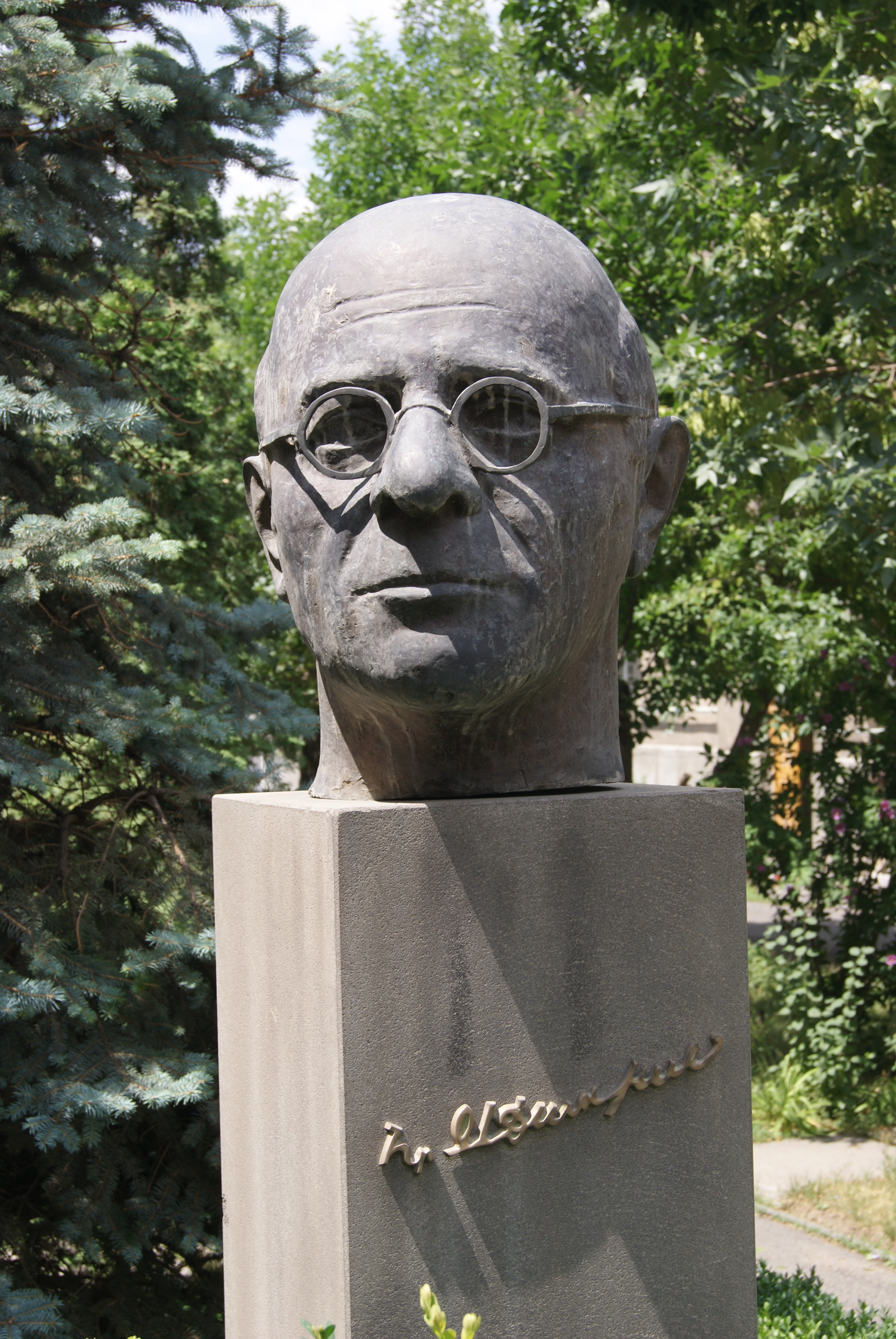
Popiersie Aczariana w Erywaniu

Czas od 1950 roku był najbardziej spokojnym w życiu naukowca. Aż do swojej śmierci Aczarian wykładał na uniwersytecie. 16 kwietnia 1953 Aczarian przyszedł na wykład, którym było translatorium języka perskiego, po czym wrócił do domu z biletami do opery dla żony i córki, a następnie odprowadził je do teatru. Kobiety wracając do domu znalazły go w fotelu – miał zamknięte oczy, lewą rękę pod głowę, a w prawej chusteczkę z zawiązanymi trzema węzełkami, co wskazywało, że skończył czytać ostatnią modlitwę

## Publikacje
- Թուրքերէնէ փոխառեալ բառերը Պօլսի հայ ժողովրդական լեզուին մէջ համեմատութեամբ Վանի, Ղարաբաղի եւ Նոր-Նախիջեւանի բարբառներուն (The Loan Words from Turkish in the Colloquial Armenian Language of Constantinople as Compared to the Dialects of Van, Gharabagh, and Nor-Nakhichevan), Moscow-Vagharshapat, 1902.
- Homshetsi dialect, 1907
- Classification des dialectes arméniens (Classification of Armenian dialects). 1909, H. Champion, Paris
- Հայ Բարբառագիտութիւն (Armenian Dialectology), Moscow & New Nakhichevan, 1911.
- Հայերէն Գաւառական Բառարան (Armenian Dialectal Dictionary), Tiflis, 1913.
- Տաճկահայոց հարցի պատմությունը, The History of Turkish Armenians (from the starting to 1915), 1915, Nor Nakhichevan
- Nor-Nakhijevan dialect, 1925
- Maragha dialect, 1926
- Հայերէն Արմատական Բառարան (Dictionary of Armenian Roots) (5,062 word roots). (second publishing: Yerevan, 1971) The definitive study of the history and origins of word roots in Armenian. Also includes explanations of each word root as it is used today.
  - First publication in 7 volumes: 1926-1935
- Հայոց անձնանունների բառարան (Hayots andznanunneri baṛaran / Dictionary of the Armenian First Names), Yerevan, Vol. 1-5, 1942-1962.
- Complete Grammar of Armenian Language in Comparison of 562 languages. Vol. 1-6, 1952-1971.
- Agulis dialect, 1936
- Dialect of Constantinople, 1940
- Armenian lexicology, 1941